# كأس سان مارينو 2016–17
كأس سان مارينو 2016–17 (بالإيطالية: Coppa Titano 2016-2017)‏ هو الموسم 57 من كأس سان مارينو. أشرف على تنظيمه اتحاد سان مارينو لكرة القدم، وكان عدد الأندية المشاركة فيه 15، وفاز فيه تري بيني.